# Ünstijn Chijd
Ünstijn Chijd (mong. Үнстийн Xийд) – zrujnowany klasztor buddyjski położony w odległości około 5 klometrów od osady Cagaan Owoo, 40 kilometrów na południowy wschód od somonu Erdenedalaj w ajmaku środkowogobijskim w Mongolii. 
Klasztor powstał na przełomie XIX i XX wieku (w jego obrębie znajdowało się około 10 świątyń), uległ zniszczeniu w latach trzydziestych XX wieku.